# Google マーケティング プラットフォーム
Google マーケティング プラットフォーム（グーグル マーケティング プラットフォーム、英: Google Marketing Platform）は、Googleが提供するインターネット広告および分析プラットフォームである。かつてGoogleが買収したダブルクリックとGoogle アナリティクス 360 スイートを1つのブランドに統合し、2018年7月24日より開始された。主に大手広告主がインターネット上の広告を購入するプラットフォームとして使用されている。
Google 広告とGoogle アド マネージャーは、Google マーケティング プラットフォームの一部に含まれていない。

## サービス
- ディスプレイ&ビデオ 360（Demand Side Platform）
- 検索広告 360（検索連動型広告）
- キャンペーン マネージャー 360（広告配信・測定サービス）
- Google アナリティクス 360（ウェブ分析）
- Google タグ マネージャー（タグ管理）
- Google オプティマイズ（ウェブ分析。2023年9月30日でサポート終了[5]）
- Looker Studio（英語版）（ウェブ分析）

## アクセシビリティ
Google マーケティング プラットフォームのツールにアクセスするには、専門家は適切な認定資格を取得する必要があり、企業は資格を有する人物を社員または請負業者として雇用する必要がある。 